# امري ايدين
امري ايدين (بالتركية: Emre Aydın)‏ هو مغن مؤلف روك تركي. وأصبح اسم emreaydın علامة تجارية مُسجلة بإسمه. فاز بجائزة MTV للموسيقى سنة 2008. وكان المغني الرئيسي السابق لفرقة الروك التركية 6. Cadde.

## روابط خارجية
- امري ايدين على موقع IMDb (الإنجليزية)
- امري ايدين على موقع ألو سيني (الفرنسية)
- امري ايدين على موقع ميوزك برينز (الإنجليزية)
- امري ايدين على موقع ديسكوغز (الإنجليزية)
- امري ايدين على موقع قاعدة بيانات الفيلم (الإنجليزية)
- امري ايدين على موقع كينوبويسك (الروسية)